# 컬럼비아매머드
컬럼비아매머드(Columbian mammoth)는 플라이스토세 동안 아메리카 대륙에서 북쪽으로 미국 북부, 남쪽으로 코스타리카까지 서식했던 멸종된 매머드 종이다. 컬럼비아매머드는 약 150만~130만년 전 초기 플로이스토세 동안 북아메리카에 식민지를 형성한 유라시아 스텝매머드의 후손이며 나중에 털매머드 혈통과의 교배를 경험했다. 컬럼비아매머드는 마지막 매머드 종 중 하나였으며, 피그미매머드는 캘리포니아주의 채널 제도에서 진화했다. 컬럼비아매머드와 다른 매머드의 가장 가까운 현존 친척은 아시아코끼리이다.
어깨 높이가 3.72~4.2m, 몸무게가 9.2~12.5t에 달하는 컬럼비아매머드는 털매머드와 아프리카코끼리보다 큰 가장 큰 매머드 종 중 하나였다. 한 번에 길고 구부러진 엄니와 어금니 4개를 가지고 있었는데, 한 개체가 살아 있는 동안 6번이나 교체되었다. 현대 코끼리처럼 엄니와 몸통을 물체를 조작하고, 싸우고, 먹이를 찾는 데 사용했을 가능성이 높다. 뼈, 털, 배설물, 위 내용물은 발견되었지만 보존된 시체는 알려져 있지 않다. 컬럼비아매머드는 아스펜 파크랜드와 같은 개방된 지역을 선호했으며 사초, 풀, 기타 식물을 먹이로 삼았다. 대신 털매머드가 서식했던 캐나다의 북극 지역에는 살지 않았다. 두 종의 범위가 겹쳤을 수 있으며, 유전적 증거에 따르면 이들이 교배했음을 시사한다. 여러 장소에 여러 컬럼비아매머드의 골격이 포함되어 있는데, 이는 가뭄과 같은 사고로 죽었기 때문이거나 이러한 위치가 시간이 지남에 따라 개체가 축적되는 자연 덫이었기 때문이다.
멸종되기 전 몇 천 년 동안 컬럼비아매머드는 아메리카 대륙에 서식한 최초의 인류인 고인디언과 함께 북아메리카에서 먹이를 찾기 위해 사냥하고, 뼈를 도구 제작에 사용했으며, 고대 예술에 묘사했을 가능성이 높다. 컬럼비아매머드 유적은 클로비스 문화 유물과 관련이 있는 것으로 발견되었다. 클로비스족은 전문 매머드 사냥꾼이었을 것으로 추정되지만, 유골도 발굴했을 가능성이 있다. 마지막 컬럼비아매머드는 약 12,000년 전으로 거슬러 올라가며, 플레이스토세 말기 멸종 사건의 일부로 멸종되었으며, 동시에 아메리카 대륙에 존재하는 대부분의 다른 대형 (거대동물) 포유류와 함께 멸종되었다. 멸종된 마지막 기록된 북아메리카 거대동물 중 하나이다. 컬럼비아매머드와 다른 아메리카 거대동물의 멸종은 기후 변화, 인간에 의한 사냥 또는 이 두 가지 조합으로 인한 서식지 감소의 결과일 가능성이 높다.

## 분류학
1725년경 사우스캐롤라이나주의 스토노강 근처에서 땅을 파는 노예 아프리카인들이 컬럼비아매머드의 것으로 알려진 어금니 3~4개를 발굴했고, 이후 이곳을 방문한 영국의 자연주의자 마크 케이츠비가 이를 조사해 1743년 방문 기록을 발표했다. 노예 소유주들은 이 물체에 의아해하며 성경에 묘사된 대홍수에서 비롯된 것이라고 주장했지만, 케이츠비는 노예들이 이 물체가 사실 고국에서 온 아프리카코끼리의 이빨과 비슷하다는 데 만장일치로 동의했으며, 이는 케이츠비가 동의한 북아메리카 화석 동물 중 최초의 기술적 발견이라고 언급했다. 1782년 노예가 된 아프리카인들이 버지니아주의 소금 습지에서 매머드 뼈와 이빨을 발굴한 후에도 비슷한 관찰이 이루어졌다. 이후 이 유골들은 미 육군 사령관 아서 캠벨이 미래의 미국 대통령 토머스 제퍼슨에게 전달했다. 캠벨은 편지에서 여러 아프리카인이 치아 중 하나를 목격했으며 "모든 것이 코끼리로 발음했다"고 언급했다. 이후 19세기 초 프랑스 고생물학자 조르주 퀴비에가 직접 스토노강의 치아를 검사한 결과, 퀴비에는 격변설을 뒷받침하는 데 사용했다.

## 묘사
평균 수컷 컬럼비아매머드의 어깨 높이가 3.75m, 몸무게가 9.5t인 것으로 추정했지만, 큰 수컷은 어깨 높이가 4.2m, 몸무게가 12.5t에 달했을 것으로 추정했다. 이 매머드는 이전 매머드 종인 남부매머드와 스텝매머드보다는 크기가 거의 같거나 다소 작았지만, 어깨 높이가 약 2.67~3.49m에 달했던 현대 아프리카코끼리와 털매머드보다는 더 컸다. 수컷은 일반적으로 더 크고 튼튼했다. 성에 대한 가장 좋은 징후는 골반 거들의 크기인데, 이는 산도 기능을 하는 구멍이 암컷이 수컷보다 항상 넓기 때문이다. 다른 매머드와 마찬가지로 컬럼비아매머드는 머리가 높고 외팔방이고 등이 경사진 어깨 혹이 있었는데, 이 모양은 등뼈의 회전 과정 (돌출)이 앞뒤로 길이가 감소했기 때문이다. 그러나 어린 개체는 아시아코끼리처럼 등이 볼록했다. 다른 골격 특징으로는 짧고 깊은 주둥이 (턱 앞쪽 부분), 둥근 하악골 접합 (아래턱의 두 반쪽이 연결된 곳), 어금니 표면 위로 뻗어 있는 하악골 (턱뼈의 위쪽 돌출부)의 관상동맥 과정이 있다.

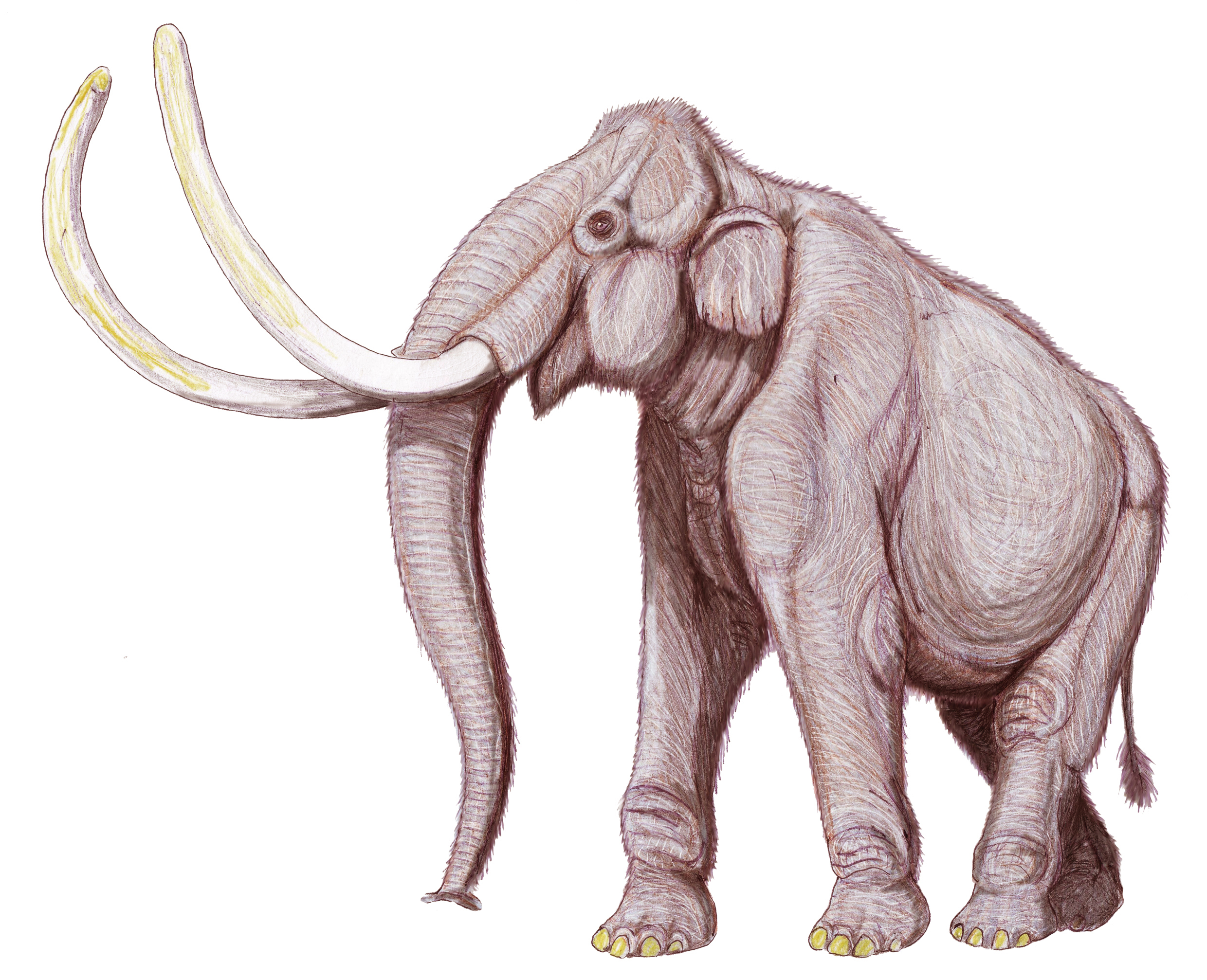
네브래스카 주립 자연사 박물관의 컬럼비아매머드 복원도

컬럼비아매머드는 더 큰 크기와 더 원시적인 어금니 외에도 하악골 접합이 더 많이 뒤집혔다는 점에서 털매머드와 차별화되었으며, 엄니의 치조 (치아 구멍)는 중앙선에서 더 옆으로 치우쳐 있었다. 꼬리의 길이는 현대 코끼리와 털매머드의 중간 정도였다. 컬럼비아매머드의 연조직은 발견되지 않았기 때문에 털매머드보다 외모에 대해 알려진 것이 훨씬 적다. 털매머드보다 따뜻한 서식지에서 살았으며, 아마도 그 종에서 볼 수 있는 적응이 많이 부족했을 것이다. 컬럼비아매머드의 것으로 추정되는 털은 유타주 베찬 동굴에서 발견되었으며, 이곳에서도 매머드 똥이 발견되었다. 이 털 중 일부는 거칠고 털매머드의 것으로 알려진 털과 동일하지만, 이 위치가 너무 남쪽에 있기 때문에 털매머드의 털일 가능성은 낮다. 살아있는 동물의 털 분포와 밀도는 알려지지 않았지만, 서식지가 더 따뜻하기 때문에 털매머드의 털보다 밀도가 낮았을 것이다. 캘리포니아주 캐스트로빌 인근에서 컬럼비아매머드 털이 추가로 발견되었으며, 이 털은 빨간색 주황색으로 알려져 있으며 골드 리트리버와 비슷한 색으로 묘사되었다.

### 치아 상태
컬럼비아매머드는 매우 긴 엄니 (수정된 앞니)를 가지고 있었으며, 이는 현대 코끼리보다 더 구부러져 있었다. 이들의 엄니는 장비목의 가장 큰 것 중 하나로, 일부는 길이 4m, 무게 200kg 이상에 달하며, 일부 역사적으로 최대 길이 4.88~5.1m, 질량 230~250kg의 엄니에 대한 보고가 있다. 컬럼비아매머드 엄니는 일반적으로 4.2m에 달하는 털매머드의 엄니보다 크지 않았다. 암컷의 엄니는 훨씬 작고 얇았다. 엄니 길이의 약 4분의 1이 장붓구멍 내부에 있었으며, 바닥에서 반대 방향으로 나선형으로 자라며 끝이 서로 향할 때까지 구부러지고 때로는 교차하기도 했다. 무게의 대부분은 두개골에 가까웠으며, 직선 엄니보다 돌림힘이 적었을 것이다. 엄니는 일반적으로 비대칭적이었으며, 일부 엄니는 바깥쪽이 아닌 아래로 구부러지거나 부러져 더 짧았다. 컬럼비아매머드 엄니는 일반적으로 털매머드에 비해 덜 뒤틀렸다. 생후 6개월이 되었을 때 어린 컬럼비아매머드는 몇 cm 길이의 유치가 생겼고, 1년 후 영구 엄니로 대체되었다. 2.5~15cm의 연간 엄니 성장은 평생 동안 계속되었으며, 동물이 성체에 도달함에 따라 느려졌다.

## 고생물학
현대 코끼리와 마찬가지로 매머드의 민감하고 근육질인 몸통은 사지와 같은 기관으로 많은 기능을 가지고 있었다. 이 기관은 사물을 조작하고 사회적 상호작용을 하는 데 사용되었다. 건강한 성체 매머드는 엄니, 몸통, 크기로 포식자로부터 자신을 방어할 수 있었지만, 청소년과 약해진 성체는 늑대나 큰 고양이와 같은 무리 사냥꾼에게 취약했다. 시미타고양이가 축적한 어린 컬럼비아매머드의 뼈가 텍사스주의 동굴에서 발견되었다. 엄니는 영토나 짝을 놓고 싸우고 암컷을 유인하고 경쟁자를 위협하기 위해 전시용으로 사용되었을 수 있다. 네브래스카주에서 엄니가 맞물린 채 죽은 두 마리의 컬럼비아매머드는 전투 행동의 증거를 제공한다. 이 매머드는 엄니를 밀치거나, 강타하거나, 부수는 방식으로 무기로 사용할 수 있으며, 이를 연동하여 밀치기 대회에 사용하여 때때로 파손되기도 했다. 엄니의 굴곡으로 인해 찌르기에 적합하지 않았다.

### 먹이
성체 컬럼비아매머드는 하루에 180kg 이상의 먹이가 필요했을 것이며 하루에 20시간 동안 먹이를 먹었을 수 있다. 매머드는 강력한 턱 근육을 사용하여 하악골을 앞으로 움직이다가 입을 다물고 열면서 뒤로 향하게 한 다음 날카로운 에나멜 능선이 서로 갈라져 먹이를 갈았다. 능선은 마모에 강해 근질근질함이 포함된 많은 양의 먹이를 씹을 수 있었다. 줄기는 큰 풀 더미를 들어 올리거나 새싹과 꽃을 따거나 나무와 관목에서 잎과 나뭇가지를 찢는 데 사용할 수 있으며, 엄니는 식물을 캐고 나무에서 껍질을 벗기는 데 사용되었다. 땅에 닿을 수 있었을 표면의 평평하고 다듬어진 부분이 보존된 엄니에 땅을 파는 것을 표시한다. 멕시코와 미국의 컬럼비아매머드에 대한 동위원소 연구에 따르면 먹이는 장소에 따라 C3 (대부분의 식물)와 C4 (풀과 같은 식물)가 혼합되어 있으며 방목이나 새싹에만 국한되지 않는 것으로 나타났다. 같은 지리적 위치에 있는 개별 컬럼비아매머드조차도 치아 중간 착용물에 큰 차이가 있으며, 이는 같은 집단 내 다른 개체 간에 식습관에 광범위한 차이가 있음을 나타낸다. 플로리다주의 증거에 따르면 컬럼비아매머드는 일반적으로 C4 풀을 선호하지만 환경이 크게 변화하는 시기에는 식습관을 바꾸고 비전통적인 음식을 더 많이 섭취할 것으로 나타났다.

## 분포 및 서식지
컬럼비아매머드는 캐나다 남부에서 중앙아메리카 (태평양 해안 근처에 주로 국한되어 있음)에 이르기까지 북아메리카 대부분의 지역에 서식했으며, 최남단 기록은 코스타리카 북부에 있다. 이 지역의 환경은 북쪽 (매머드 스텝)의 매머드가 서식하는 환경보다 더 다양한 서식지를 가지고 있었을 것이다. 일부 지역은 풀, 초본 식물, 나무, 관목으로 덮여 있었으며 지역마다 그 구성이 달랐으며 초원, 사바나, 아스펜 파크랜드 서식지도 포함되었다. 숲이 우거진 지역도 발생했지만, 매머드는 숲을 선호하지는 않았지만 그 안을 개간하면 동물에게 풀과 허브를 제공할 수 있다.